# Progebiophilus villosus
Progebiophilus villosus är en kräftdjursart som först beskrevs av Sueo M. Shiino 1964.  Progebiophilus villosus ingår i släktet Progebiophilus och familjen Bopyridae. Inga underarter finns listade i Catalogue of Life.